# Protaphelidesmus levigatus
Protaphelidesmus levigatus är en mångfotingart som beskrevs av Carl Graf Attems 1944. Protaphelidesmus levigatus ingår i släktet Protaphelidesmus och familjen Aphelidesmidae. Inga underarter finns listade i Catalogue of Life.